# سگامور، شهرستان فایت، پنسیلوانیا
سگامور (به انگلیسی: Sagamore) یک منطقهٔ مسکونی در ایالات متحده آمریکا است که در شهرستان فایت، پنسیلوانیا واقع شده‌است. سگامور ۴۲۴٫۹ متر بالاتر از سطح دریا قرار دارد.